# Ericsson
Ericsson (plným názvem Telefonaktiebolaget L. M. Ericsson) je švédský výrobce telekomunikačních technologií.

## Historie a současnost
Společnost založil v roce 1876 Lars Magnus Ericsson a sídlí v Kistě u Stockholmu. Rozsáhlé aktivity společnosti zařadily švédskou metropoli mezi evropská výzkumná centra informačních technologií. Ericsson má své pobočky ve více než 180 zemích světa a jen ve Švédsku zaměstnává kolem 17 700 lidí.